# Mamestra suasa
Mamestra suasa là một loài bướm đêm trong họ Noctuidae.